# Roger Pontet
Roger Pontet (* 15. Juni 1920 in Paris; † 29. Januar 2009 in Ploemeur) war ein französischer Radrennfahrer.

## Sportliche Laufbahn
Pontet war im Straßenradsport aktiv. Als Amateur gewann er 1937 das Eintagesrennen Paris–Dieppe. Von 1944 bis 1956 war er Unabhängiger und Berufsfahrer. Er gewann 1946 das Einzelzeitfahren Manche–Océan und die Meisterschaft der Bretagne, 1948 den Grand Prix Pierre Le Doaré, 1949 Paris–Limoges und eine Etappe im Critérium du Dauphiné, 1950 Redon–Redon. Dritter wurde er 1950 beim Sieg von Olimpio Bizzi in der Marokko-Rundfahrt, 1951 bei Paris–Clermont-Ferrand und in der Tour de l’Est Central.
Fünfmal startete Pontet in der Tour de France. 1947, 1948, 1949 und 1950 beendete er die Rundfahrt nicht, 1951 wurde er 44. Im Giro d’Italia wurde er 1953 24.

## Familiäres
Sein Sohn Alex Pontet wurde ein bekannter Bahnsprinter.